# Вја Гвица (Тревизо)
Вја Гвица је насеље у Италији у округу Тревизо, региону Венето.
Према процени из 2011. у насељу је живело 18 становника. Насеље се налази на надморској висини од 209 м.